# بکی والستروم
بکی والستروم (انگلیسی: Becky Wahlstrom؛ زادهٔ ۲۵ آوریل ۱۹۷۵) بازیگر اهل ایالات متحده آمریکا است. وی دانش‌آموختۀ آکادمی موسیقی و هنرهای نمایشی لندن است.
از فیلم‌ها یا برنامه‌های تلویزیونی که وی در آن نقش داشته‌است، می‌توان به پیشتازان فضا: انترپرایز، ان‌سی‌آی‌اس، مد من و قاضی ایمی اشاره کرد.